# LostMagic
LostMagic (ロストマジック?, Rosuto Majikku), spesso scritto come Lost Magic è un videogioco per la console portatile Nintendo DS. Esso è stato sviluppato da Taito Corporation e supporta il Nintendo Wi-Fi Connection.